# Leermos
Leermos (Peltigera) is een schimmelgeslacht van ongeveer vijftig soorten bladvormige korstmossen behorend tot de familie Peltigeraceae. 
Leermossoorten, die bekend staan als de hondenkorstmossen, zijn vaak terricool (groeien op aarde), maar kunnen in veel delen van de wereld ook voorkomen op mos, bomen, rotsen en vele andere substraten. De meeste leermossoorten hebben het blauwwier Nostoc als de dominante fytobiont, maar sommige hebben de groene alg Coccomyxa, in welk geval ze ook kleine galachtige gezwellen hebben die Nostoc bevatten. Vanwege hun vermogen om stikstof uit de atmosfeer te binden, zijn dergelijke korstmossen van invloed op de samenstelling en vorming van de bodem.

## Beschrijving
Leermossoorten zijn folieus (bladvormig) en hebben breed gelobde thalli. Hoewel de grootte van de thalli variabel en soortafhankelijk is, kunnen de thalli bij sommige soorten tot 30 cm in diameter groot worden. De kleur van het bovenoppervlak kan variëren van grijs, bruin of groenachtig. Lagere oppervlakken zijn meestal zonder cortex (in tegenstelling tot andere folieuze korstmossen) en donzig, vaak met schimmeldraden die zijn samengegroeid tot een netwerk van aders. De voortplantingsstructuren isidia, soredia of lobben kunnen bij sommige soorten aanwezig zijn. Alle soorten Peltigera associëren met de stikstofbindende cyanobacteriën Nostoc.

### Habitat
P. didactyla is een veel voorkomende pioniersoort op verstoorde bodems en voedselarme graslanden in West-Europa. Op Deception Island in de South Shetlands-archipel, werd P. didactyla op grote schaal gevonden op as van vulkaanuitbarstingen, die plaatsvonden in de late jaren 1960 en 1970.

## Taxonomie
In 1753 vermeldde Carl Linnaeus de soorten Lichen apthosus en Lichen caninus in Species plantarum, toen 'hij alle bekende korstmossen opnam in het geslacht Lichen. In 1787, beschreef Willdenow het geslacht Peltigera en beschreef hij P. aphthosa en P. canina opnieuw. De geslachtsnaam is afgeleid van het Latijnse pelta (klein schild) en verwijst naar het schildvormige thallus in deze soorten. De Nederlandse naam hondenkorstmos verwijst naar de waargenomen gelijkenis van P. caninus met een hond.

### Fylogenie
In een vergelijkende analyse van zowel morfologische en chemische kenmerken als sequenties van nucleair ribosomaal DNA van grote subeenheden, werd aangetoond dat het geslacht Peltigera monofyletisch is.

## Verspreiding
Leermossoorten hebben een groot verspreidingsgebied en zijn te vinden op alle continenten. Er zijn 34 Noord-Amerikaanse soorten, 30 Europese soorten, 25 soorten uit Zuid-Amerika en 16 soorten uit Nieuw-Zeeland. In Nederland zijn 14 soorten bekend, te weten:
1. Appelgroen leermos
2. Bleekgroen leermos
3. Duinleermos
4. Gebobbeld leermos
5. Grasgroen leermos
6. Grof leermos [5]
7. Groot leermos
8. Kaal leermos
9. Klein leermos
10. Ruig leermos
11. Soredieus leermos
12. Vertakt leermos
13. Zadelleermos
14. Zwart leermos

## Gebruik
Leermossoorten worden van oudsher gebruikt om wonden, urinewegaandoeningen, spruw, tuberculose en hondsdolheid te behandelen. P. apthosa werd gebruikt als middel tegen hoest en infantiele aften. P. furfuracea heeft een krachtige antioxiderende activiteit en een verminderend vermogen getoond. Evenzo is gemeld dat Peltigera-exemplaren uit Hawaï en IJsland een uitgesproken antioxiderende werking vertonen.

### Voedselbron
Hoewel in enkele rapporten wordt beschreven dat kariboes en rendieren zich voeden met de thalli van leermossen, worden ze in het algemeen niet algemeen gebruikt als voedselbron door zoogdieren. Een studie van de graasgewoonten van de landslakken Cantareus aspersa en Limax-soorten onthulde dat deze slakken de voorkeur geven aan Peltigera-soorten (zoals P. praetextata) die geen secundaire metabolieten hebben.

### Bioactieve verbindingen
Peltigera leucophlebia bevat de verbindingen tenuiorin en methyl-orsellinate, die remmend werken op het enzym 15-lipoxygenase. Tenuiorin komt ook voor in P. apthosa, P. malacea en P. neckeri. Er is een mengsel van methyl- en ethyl-orsellinaten geïdentificeerd uit P. aphthosa dat antibacteriële activiteit had tegen Gram-positieve en -negatieve bacteriën. De nieuwe niet-eiwit aminozuren solorinine en peltigerine zijn gedetecteerd in verschillende soorten Peltigera.

## Soorten
Volgens Index Fungorum telt het geslacht 54 soorten (peildatum februari 2024):
| Soortnaam                                   | Auteur(s)                             | Publicatiejaar |
| ------------------------------------------- | ------------------------------------- | -------------- |
| Peltigera aphthosa (Grasgroen leermos)      | (L.) Willd.                           | 1787           |
| Peltigera aquatica                          | Miadl. & Lendemer                     | 2014           |
| Peltigera britannica                        | (Gyeln.) Holt.-Hartw. & Tønsberg      | 1983           |
| Peltigera canina (Groot leermos)            | (L.) Willd.                           | 1787           |
| Peltigera castanea                          | Goward, Goffinet & Miadl.             | 2003           |
| Peltigera chionophila                       | Goward & Goffinet                     | 2000           |
| Peltigera collina                           | (Ach.) Schrad.                        | 1801           |
| Peltigera degenii                           | Gyeln.                                | 1927           |
| Peltigera didactyla (Soredieus leermos)     | (With.) J.R. Laundon                  | 1984           |
| Peltigera dilacerata                        | (Gyeln.) Gyeln.                       | 1932           |
| Peltigera dolichorhiza                      | (Nyl.) Nyl.                           | 1888           |
| Peltigera elisabethae                       | Gyeln.                                | 1927           |
| Peltigera extenuata (Vertakt leermos)       | (Nyl. ex Vain.) Lojka                 | 1886           |
| Peltigera fibrilloides                      | (Gyeln.) Vitik.                       | 1998           |
| Peltigera fimbriata                         | Vitik., Sérus., Goffinet & Miadl.     | 2009           |
| Peltigera gowardii                          | Lendemer & O'Brian                    | 2011           |
| Peltigera granulosa                         | Sérus., Goffinet, Miadl. & Vitik.     | 2009           |
| Peltigera horizontalis (Zadelleermos)       | (Huds.) Baumg.                        | 1790           |
| Peltigera hydrophila                        | W.R. Buck, Miadl. & N. Magain         | 2020           |
| Peltigera hydrothyria                       | Miadl. & Lutzoni                      | 2000           |
| Peltigera hymenina (Kaal leermos)           | (Ach.) Delise                         | 1830           |
| Peltigera isidiophora                       | L.F. Han & S.Y. Guo                   | 2015           |
| Peltigera islandica                         | T. Goward & S.S. Manoharan-Basil      | 2016           |
| Peltigera koponenii                         | Sérus., Goffinet, Miadl. & Vitik.     | 2009           |
| Peltigera lactucifolia (Bleekgroen leermos) | (With.) J.R. Laundon                  | 1984           |
| Peltigera lairdii                           | C.W. Dodge & E.D. Rudolph             | 1955           |
| Peltigera latiloba                          | Holt.-Hartw.                          | 2005           |
| Peltigera lepidophora                       | (Vain.) Bitter                        | 1904           |
| Peltigera leptoderma                        | Nyl.                                  | 1860           |
| Peltigera leucophlebia (Bleekgroen leermos) | (Nyl.) Gyeln.                         | 1926           |
| Peltigera malacea (Appelgroen leermos)      | (Ach.) Funck                          | 1827           |
| Peltigera membranacea (Gebobbeld leermos)   | (Ach.) Nyl.                           | 1887           |
| Peltigera montis-wilhelmii                  | Sérus., Goffinet, Miadl. & Vitik.     | 2009           |
| Peltigera neckeri (Zwart leermos)           | Hepp ex Müll. Arg.                    | 1862           |
| Peltigera neodegenii                        | L.F. Han, S.Y. Guo & X.M. Xu          | 2018           |
| Peltigera papuana                           | Sérus., Goffinet, Miadl. & Vitik.     | 2009           |
| Peltigera polydactylon                      | (Neck.) Hoffm.                        | 1789           |
| Peltigera ponojensis (Duinleermos)          | Gyeln.                                | 1931           |
| Peltigera praetextata (Ruig leermos)        | (Flörke ex Sommerf.) Zopf             | 1909           |
| Peltigera pulverulenta                      | (Taylor) Nyl.                         | 1860           |
| Peltigera pusilla                           | (Fr.) Körb.                           | 1855           |
| Peltigera rufescens (Klein leermos)         | (Weiss) Humb.                         | 1793           |
| Peltigera scabrosa                          | Th. Fr.                               | 1860           |
| Peltigera scabrosella                       | Holt.-Hartw.                          | 1988           |
| Peltigera seneca                            | Magain, Miadl. & Sérus.               | 2016           |
| Peltigera serusiauxii                       | Magain, Miadl., Goffinet & Ant. Simon | 2020           |
| Peltigera shennongjiana                     | L.F. Han & S.Y. Guo                   | 2019           |
| Peltigera sorediifera                       | (Nyl.) Vitik.                         | 2008           |
| Peltigera subhorizontalis                   | Gyeln.                                | 1932           |
| Peltigera tartarea                          | (Llano) Vitik.                        | 2006           |
| Peltigera tereziana                         | Gyeln.                                | 1928           |
| Peltigera venosa                            | (L.) Hoffm.                           | 1789           |
| Peltigera weberi                            | Sérus., Goffinet, Miadl. & Vitik.     | 2009           |
| Peltigera wulingensis                       | L.F. Han & S.Y. Guo                   | 2013           |

## Synoniemen
- Antilyssa Haller ex M.Choisy (1929)
- Byrsalis Neck. ex Kremp. (1869)
- Chloropeltigera (Gyeln.) Gyeln. (1934)
- Chloropeltis Clem. (1909)
- Hydrothyria J.L.Russell (1856)
- Peltidea Ach. (1803)
- Peltideomyces E.A.Thomas (1939)
- Peltigera sect. Chloropeltigera Gyeln. (1932)
- Peltigeromyces E.A.Thomas ex Cif. & Tomas. (1953)
- Peltophora Clem. (1909)
- Placodion P.Browne ex Adans. (1763)